# スーパーウィード
スーパーウィード（英語: superweed）とは、除草剤の効果がない雑草のこと。スーパー雑草とも表記される。遺伝子組み換え作物との受粉により、除草剤に対する薬剤抵抗性を持った野生の植物である。広義には植物から微生物にわたる超雑種の意味で用いられる。

## 概況

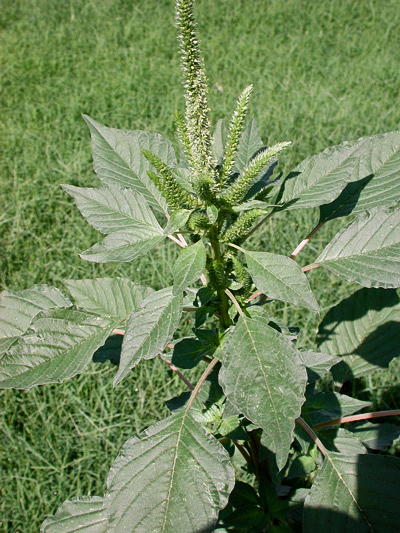
パーマーアマランス 成長が早く、大きいものは3mを超える高さに生育する。

アメリカ合衆国では、1970年代にモンサントが開発したグリホサート系除草剤ラウンドアップが普及し、また、1996年に同社の遺伝子組み換え作物「ラウンドアップレディ」が発売されると両者を併用しての耕作が広く用いられることとなった。米国産の大豆の90％以上、トウモロコシと綿花の80％はモンサントの技術を内包する種子により栽培されている。
ラウンドアップに耐性のあるラウンドアップレディの出現は、農家にとって手入れ作業の効率化につながり長年にわたり効果を上げてきた。ところが2010年代に入ると、グリホサートに耐性のあるスーパーウィードが繁殖するようになり、米国内の20州以上に及ぶ580万ヘクタールを超える農地に拡大している。スーパーウィードの存在は2000年にデラウエア州の大豆畑で既に見つかっていたが、年々深刻さが増している。
スーパーウィードの発生要因は、ラウンドアップレディなどの遺伝子組み換え作物と、野生植物の受粉によるものとされ、米農務省と米雑草学会の共同報告では、除草剤の無差別な使用が状況悪化の悪循環に繋がっているとの発表がある。また専門家からは抑制は困難であるとの指摘も出ている。対策としては無農薬栽培を選ぶか、除草剤の量を更に増やして抑制の発現を待つかのどちらかとなる。
こうした中で2014年1月、同じく除草剤と遺伝子組み換え作物を手掛けるダウ・アグロサイエンス
が、新たな種子の登録と薬剤の規制緩和を米農務省に求めている。これはグリホサートに耐性を持つとされる種子であるが、新たに「2,4-D」の薬剤を除草剤として使用するものである。しかし、「2,4-D」の安全性を危惧する声や、新しい薬品を取り入れてもグリホサートのように、いずれ耐性を持つ新たなスーパーウィードの発生を懸念する声が挙がっている。
また、2015年3月には世界保健機関によりグリホサートの曝露による、非ホジキンリンパ腫発症増加の因果関係が発表されているが、アメリカ合衆国連邦政府は大豆の主要な輸出先である中華人民共和国に対して、遺伝子組み換え作物の禁輸措置に対する規制の撤廃を求めている。

## 例
- ヒメムカシヨモギ[2]
- パーマーアマランス（英語版）[2]